# Velika nagrada Abu Dhabija 2018.
 Velika nagrada Abu Dhabija (Formula 1 2018 Etihad Airways Abu Dhabi Grand prix) je bila dvadeset i prva utrka, ujedno i posljednja, prvenstva Formule 1 2018. 

## Sudionici utrke
| #  | Vozač                | Momčad                           | Šasija            | Motor                             | Guma |
| -- | -------------------- | -------------------------------- | ----------------- | --------------------------------- | ---- |
| 2  | Stoffel Vandoorne    | McLaren F1 Team                  | McLaren MCL33     | Renault R.E.18 V6 t h 1.6         | P    |
| 3  | Daniel Ricciardo     | Aston Martin Red Bull Racing     | Red Bull RB14     | TAG Heuer V6 t h 1.6              | P    |
| 5  | Sebastian Vettel     | Scuderia Ferrari                 | Ferrari SF71H     | Ferrari 062 EVO V6 t h 1.6        | P    |
| 7  | Kimi Räikkönen       | Scuderia Ferrari                 | Ferrari SF71H     | Ferrari 062 EVO V6 t h 1.6        | P    |
| 8  | Romain Grosjean      | Haas F1 Team                     | Haas VF-18        | Ferrari 062 EVO V6 t h 1.6        | P    |
| 9  | Marcus Ericsson      | Alfa Romeo Sauber F1 Team        | Sauber C37        | Ferrari 062 EVO V6 t h 1.6        | P    |
| 10 | Pierre Gasly         | Red Bull Toro Rosso Honda        | Toro Rosso STR13  | Honda RA618H V6 t h 1.6           | P    |
| 11 | Sergio Pérez         | Racing Point Force India F1 Team | Force India VJM11 | Mercedes M09 EQ Power+ V6 t h 1.6 | P    |
| 14 | Fernando Alonso      | McLaren F1 Team                  | McLaren MCL33     | Renault R.E.18 V6 t h 1.6         | P    |
| 16 | Charles Leclerc      | Alfa Romeo Sauber F1 Team        | Sauber C37        | Ferrari 062 EVO V6 t h 1.6        | P    |
| 18 | Lance Stroll         | Williams Martini Racing          | Williams FW41     | Mercedes M09 EQ Power+ V6 t h 1.6 | P    |
| 20 | Kevin Magnussen      | Haas F1 Team                     | Haas VF-18        | Ferrari 062 EVO V6 t h 1.6        | P    |
| 27 | Nico Hülkenberg      | Renault Sport Formula One Team   | Renault R.S.18    | Renault R.E.18 V6 t h 1.6         | P    |
| 28 | Brendon Hartley      | Red Bull Toro Rosso Honda        | Toro Rosso STR13  | Honda RA618H V6 t h 1.6           | P    |
| 31 | Esteban Ocon         | Racing Point Force India F1 Team | Force India VJM11 | Mercedes M09 EQ Power+ V6 t h 1.6 | P    |
| 33 | Max Verstappen       | Aston Martin Red Bull Racing     | Red Bull RB14     | TAG Heuer V6 t h 1.6              | P    |
| 35 | Sergej Sirotkin      | Williams Martini Racing          | Williams FW41     | Mercedes M09 EQ Power+ V6 t h 1.6 | P    |
| 36 | Antonio Giovinazzi * | Alfa Romeo Sauber F1 Team        | Sauber C37        | Ferrari 062 EVO V6 t h 1.6        | P    |
| 40 | Robert Kubica *      | Williams Martini Racing          | Williams FW41     | Mercedes M09 EQ Power+ V6 t h 1.6 | P    |
| 44 | Lewis Hamilton       | Mercedes AMG Petronas Motorsport | Mercedes F1 W09   | Mercedes M09 EQ Power+ V6 t h 1.6 | P    |
| 55 | Carlos Sainz         | Renault Sport Formula One Team   | Renault R.S.18    | Renault R.E.18 V6 t h 1.6         | P    |
| 77 | Valtteri Bottas      | Mercedes AMG Petronas Motorsport | Mercedes F1 W09   | Mercedes M09 EQ Power+ V6 t h 1.6 | P    |

* Zamjena, treći vozač

## Najbrža vremena treninga
| Trening    | Vozač | Konstruktor | Vrijeme | Gume | Krugovi |
| ---------- | ----- | ----------- | ------- | ---- | ------- |
| 1. trening |       |             |         |      |         |
| 2. trening |       |             |         |      |         |
| 3. trening |       |             |         |      |         |

## Rezultati kvalifikacija
| Poz. | Br. | Vozač | Konstruktor | Kvalifikacijska vremena | Kvalifikacijska vremena | Kvalifikacijska vremena | Grid |
| Poz. | Br. | Vozač | Konstruktor | Q1                      | Q2                      | Q3                      | Grid |
| ---- | --- | ----- | ----------- | ----------------------- | ----------------------- | ----------------------- | ---- |
| 1.   |     |       |             |                         |                         |                         |      |
| 2.   |     |       |             |                         |                         |                         |      |
| 3.   |     |       |             |                         |                         |                         |      |
| 4.   |     |       |             |                         |                         |                         |      |
| 5.   |     |       |             |                         |                         |                         |      |
| 6.   |     |       |             |                         |                         |                         |      |
| 7.   |     |       |             |                         |                         |                         |      |
| 8.   |     |       |             |                         |                         |                         |      |
| 9.   |     |       |             |                         |                         |                         |      |
| 10.  |     |       |             |                         |                         |                         |      |
|      |     |       |             |                         |                         |                         |      |
| 11.  |     |       |             |                         |                         |                         |      |
| 12.  |     |       |             |                         |                         |                         |      |
| 13.  |     |       |             |                         |                         |                         |      |
| 14.  |     |       |             |                         |                         |                         |      |
| 15.  |     |       |             |                         |                         |                         |      |
|      |     |       |             |                         |                         |                         |      |
| 16.  |     |       |             |                         |                         |                         |      |
| 17.  |     |       |             |                         |                         |                         |      |
| 18.  |     |       |             |                         |                         |                         |      |
| 19.  |     |       |             |                         |                         |                         |      |
| 20.  |     |       |             |                         |                         |                         |      |

## Rezultati utrke
| Poz. | Br. | Vozač             | Konstruktor               | Krugovi | Vrijeme / Razlog odustajanja | Grid | Bodovi |
| ---- | --- | ----------------- | ------------------------- | ------- | ---------------------------- | ---- | ------ |
| 1.   | 44  | Lewis Hamilton    | MERCEDES                  | 55      | 1:39:40.382                  |      | 25     |
| 2.   | 5   | Sebastian Vettel  | FERRARI                   | 55      | +2.581s                      |      | 18     |
| 3.   | 33  | Max Verstappen    | RED BULL RACING TAG HEUER | 55      | +12.706s                     |      | 15     |
| 4.   | 3   | Daniel Ricciardo  | RED BULL RACING TAG HEUER | 55      | +15.379s                     |      | 12     |
| 5.   | 77  | Valtteri Bottas   | MERCEDES                  | 55      | +47.957s                     |      | 10     |
| 6.   | 55  | Carlos Sainz      | RENAULT                   | 55      | +72.548s                     |      | 8      |
| 7.   | 16  | Charles Leclerc   | SAUBER FERRARI            | 55      | +90.789s                     |      | 6      |
| 8.   | 11  | Sergio Perez      | FORCE INDIA MERCEDES      | 55      | +91.275s                     |      | 4      |
| 9.   | 8   | Romain Grosjean   | HAAS FERRARI              | 54      | +1 lap                       |      | 2      |
| 10.  | 20  | Kevin Magnussen   | HAAS FERRARI              | 54      | +1 lap                       |      | 1      |
| 11.  | 14  | Fernando Alonso   | MCLAREN RENAULT           | 54      | +1 lap                       |      | 0      |
| 12.  | 28  | Brendon Hartley   | SCUDERIA TORO ROSSO HONDA | 54      | +1 lap                       |      | 0      |
| 13.  | 18  | Lance Stroll      | WILLIAMS MERCEDES         | 54      | +1 lap                       |      | 0      |
| 14.  | 2   | Stoffel Vandoorne | MCLAREN RENAULT           | 54      | +1 lap                       |      | 0      |
| 15.  | 35  | Sergey Sirotkin   | WILLIAMS MERCEDES         | 54      | +1 lap                       |      | 0      |
| Odu. | 10  | Pierre Gasly      | SCUDERIA TORO ROSSO HONDA | 46      | DNF                          |      | 0      |
| Odu. | 31  | Esteban Ocon      | FORCE INDIA MERCEDES      | 44      | DNF                          |      | 0      |
| Odu. | 9   | Marcus Ericsson   | SAUBER FERRARI            | 24      | DNF                          |      | 0      |
| Odu. | 7   | Kimi Räikkönen    | FERRARI                   | 6       | DNF                          |      | 0      |
| Odu. | 27  | Nico Hulkenberg   | RENAULT                   | 0       | DNF                          |      | 0      |

| Najbrži krug utrke |
| Vodstvo u utrci    |

## Poredak nakon 21 od 21 utrke
| Prethodna utrka              | Formula 1 – sezona 2018. | Sljedeća utrka                  |
| ---------------------------- | ------------------------ | ------------------------------- |
| Velika nagrada Brazila 2018. | Formula 1 – sezona 2018. | Velika nagrada Australije 2019. |